# Concentración Nacional Universitaria
La Concentración Nacional Universitaria (CNU) fue una organización perteneciente a la derecha peronista, fundada el 7 de agosto de 1971 en Argentina, que tuvo su base en Mar del Plata y La Plata. Cometió asesinatos y otros hechos de violencia que fueron incluidos en procesos judiciales como antecedentes del terrorismo de Estado, en complicidad con las fuerzas policiales y militares. La CNU adhirió en sus comunicados a las ideologías fascista y peronista, y combatió a los diferentes sectores del peronismo revolucionario, entre ellos la Tendencia Revolucionaria y otras tendencias de izquierda no peronista. Luego de que apareciera en 1973 la organización terrorista y paramilitar Triple A, sus integrantes se fusionaron con aquella hasta el crimen de Julio 'Polaco' Dubchak, en 1975. Al ser derrocado el gobierno de la presidenta María Estela Martínez de Perón el 24 de marzo de 1976, algunos de sus integrantes pasaron a colaborar con los grupos de tareas dirigidos desde la dictadura militar. Se le atribuyen medio centenar de asesinatos y numerosas actuaciones armadas o violentas en las universidades. Sus principales líderes y referentes fueron Carlos Alberto Disandro, Patricio Fernández Rivero, Ernesto Piantoni, Raúl Viglizzo, Gustavo Demarchi y Héctor Corres.

## Antecedentes
Durante la dictadura liderada por el general Juan Carlos Onganía, el 23 de septiembre de 1967 la policía detuvo en Mar del Plata a tres jóvenes integrantes del Movimiento Nacionalista Tacuara: Federico Delgado, de 18 años, Carlos Gómez, de 22, y Ernesto Piantoni, de 25. Durante el allanamiento, se secuestraron cuatro armas de fuego y elementos para fabricar bombas de estruendo y de mal olor que iban a usarse para perturbar una conferencia que daría al día siguiente el obispo Jerónimo Podestá, quien mantenía fuertes vínculos con el peronismo y la naciente Teología de la liberación, a la vez de encontrarse enfrentado al dictador Onganía. Tacuara era por entonces una organización heterogénea que integraba la llamada Resistencia peronista contra los gobiernos que se venían sucediendo desde el golpe de Estado que derrocó en 1955 a Juan Domingo Perón.
Piantoni, Delgado y Gómez y otros jóvenes de Tacuara, discrepaban con las tendencias izquierdistas presentes en Tacuara y encontraron un liderazgo ideológico en Carlos Alberto Disandro, un profesor de la Universidad de La Plata que adhería al fascismo, al antisemitismo, y una visión cristiana opuesta al Concilio Vaticano Segundo. El grupo formado en torno a Disandro tomaría el nombre de Concentración Nacional, cuya fundación sería oficialmente concretada en 1971.

## Fundación
La fundación de la CNU fue anunciada el 7 de agosto de 1971 en un acto realizado en el Teatro Alberdi de Mar del Plata. Para entonces la CNU estaba instalada en esa ciudad, donde sus principales dirigentes eran Piantoni, Delgado y los estudiantes de derecho Raúl Viglizzo y Oscar Héctor Corres; este último, que también pertenecía a la Policía, aparece como nexo con Disandro y Patricio Fernández Rivero, que encabezaba la conducción de la CNU en La Plata. La organización, que tenía lazos con dirigentes sindicales, entre los cuales estaban José Rucci y Lorenzo Miguel, hizo una demostración el 20 de noviembre de 1971, aniversario de la batalla de la Vuelta de Obligado quemando cubiertas, arrojando bombas molotov y rompiendo escaparates.

## Asesinato de Silvia Filler
El 6 de diciembre de 1971 cometieron su primer asesinato cuando Silvia Filler es tiroteada en la Universidad Nacional de Mar del Plata. Durante el juicio se estableció que veinte integrantes de la CNU participaron del acto en que Oscar Corres y Carlos Gómez dispararon sus armas. Fueron procesados sin llegar a ser condenados: Beatriz Arenaza, Luis Raya, Oscar Silvestre Calabró, Carlos Cuadrado, Carlos Zapatero, Ricardo Scheggia, Adrián Enrique Freijo, Marcelo Arenaza, José Luis Piatti, Carlos Eduardo Zapatero, Raúl Rogelio Moleón, Alberto José Dalmasso, Eduardo Salvador Ullua, Fernando Federico Delgado, Eduardo Pretelli, Mario Dourquet, Ernesto Macchi, Oscar Héctor Corres, Juan Carlos “Bigote” Gómez y Cuatogno. La ley de amnistía de 1973 los benefició y quedaron en libertad.

## Instalación en el aparato del Estado
Luego de la caída de la llamada Revolución Argentina, al asumir el 25 de mayo de 1973 el gobierno democrático liderado por el presidente Héctor José Cámpora, los diversos sectores que integraban la coalición de gobierno, se movilizaron para desplazar a los personeros que la dictadura había dejado al mando de diversas instituciones (hospitales, universidades, medios de comunicación, etc.). En el marco de ese proceso la CNU se instaló en el aparato del Estado y desde allí llevó adelante un accionar represivo encuadrado en el terrorismo de Estado.
En Mar del Plata la CNU y la Alianza Libertadora Nacionalista tomaron la radioemisora LU6 y le dieron el nombre de General Juan José Valle.
El 20 de junio de 1973, se produjo la Masacre de Ezeiza, que señaló el inicio de un proceso marcado por la violencia política, para combatir y desplazar del poder al peronismo revolucionario, calificado como "infiltración marxista".
El 27 de agosto de 1973 las Fuerzas Armadas Peronistas (FAP) mataron a Marcelino Mansilla, secretario general de la filial local de la Confederación General del Trabajo. Entre las causas invocadas por las FAP, se encontraban sus relaciones con la CNU y el asesinato de Silvia Filler.
El 11 de octubre de 1973 el interventor del Partido Justicialista del partido de General Pueyrredón, Josué José Catuogno comunicó la creación en Mar del Plata  de una "comisión permanente" de 14 personas con el fin de "poner en estado de movilización a todos los movimientos humanos y materiales del Movimiento Nacional Justicialista para afrontar esta guerra contra la infiltración marxista", entre cuyos 14 integrantes había dos vinculados a la CNU: Eduardo Ullúa, procesado años después por delitos de lesa humanidad y Gustavo Demarchi.
El 22 de enero de 1974 el gobernador de Buenos Aires Oscar Bidegain, del ala izquierda del peronismo, renunció presionado por un discurso del presidente Perón aludiendo a la infiltración política en la provincia y fue sustituido por el vicegobernador Victorio Calabró, sindicalista metalúrgico perteneciente a la derecha peronista, por lo que la Universidad Provincial de Mar del Plata quedó bajo la órbita del nuevo gobernador. Por otra parte, en el orden nacional el reemplazo del ministro de Educación Jorge Alberto Taiana por el peronista de derecha Oscar Ivanissevich el 13 de agosto de 1974 marcaba un cambio de orientación en esa cartera.
Estos cambios posibilitaron que "elementos de la CNU se instalaron en la estructura de la Universidad Provincial de Mar del Plata para definir a su favor el proceso de nacionalización e integración con la Universidad Católica" que era objeto de negociaciones entre el obispo de la diócesis de Mar del Plata Eduardo Pironio y las autoridades provinciales. El 12 de marzo de 1974 Pedro Arrighi fue nombrado interventor de la UP de Mar del Plata y comenzó a trabajar en colaboración con la CNU pero durante una reunión con la decana de la Facultad de Humanidades de la Universidad Católica de Mar del Plata María del Carmen Maggi profirió amenazas que fueron grabadas por ésta y difundidas a la prensa obligándolo a dimitir el 22 de abril.
El 29 de octubre de 1974 la presidenta María Estela Martínez de Perón nombró a Gustavo Demarchi, uno de los dirigentes de la CNU, como fiscal federal de Mar del Plata.
En abril de 1975, la Universidad Provincial de Mar del Plata fue nacionalizada y se designó rector normalizador a Josué José Catuogno, quien a su vez designó a dos miembros de la CNU: Demarchi, como coordinador docente y Eduardo Cincotta como secretario general. En la nueva administración hubo por lo menos diez miembros de la CNU que prestaron servicios como personal de “vigilancia o seguridad” o en tareas de “refacción y pintura del edificio”, si bien su tarea real era la persecución de los militantes de izquierda. Los legajos de la universidad de los integrantes de la CNU tenían irregularidades en pro de su impunidad; no tenían sus fotos como era la regla general, había domicilios y números de documento falsos. En la sede universitaria revisaban carpetas, palpaban de armas a los alumnos y disponían en el subsuelo de un salón donde interrogaban con golpes y amenazas. Dos de ellos, Fernando Otero y Carlos Flipper González que actuarían en la Masacre del cinco por uno, figuraban con “tareas de seguridad y preservación de patrimonio” y en noviembre de 1975 viajaron a San Juan llevando en su poder tarjetas personales del fiscal Demarchi, para matar al diputado sanjuanino Ramón Rojas, lo que lograron pero González murió baleado y Otero fue detenido y condenado a 15 años de prisión, tras la cual regresó a Mar del Plata.

## Asesinato de Piantoni
Integrantes de la Columna La Plata de Montoneros viajaron a Mar del Plata y, divididos en dos grupos, asesinaron a Ernesto Piantoni, por entonces de 31 años, el 20 de marzo de 1975 poco antes de las 14 apenas unas horas después de que su esposa diera a luz a su tercera hija. Piantoni circulaba en el Citroën 3CV de su esposa por el barrio Los Troncos de Mar del Plata, en una zona de chalets con pocos residentes, cuando desde un Peugeot 504 verde que se le puso a la par le dispararon una ráfaga de ametralladora. El vehículo atacante siguió un trecho más, dio una vuelta en redondo, retornó al lugar donde el atacado estaba detenido y lanzó nuevas ráfagas. Pese a haber sido alcanzado por varios disparos, Piantoni había logrado bajarse y parapetarse detrás de su vehículo y repeler la agresión con un arma obligando a los atacantes a retirarse. El abogado alcanzó a dar unos pasos antes de caer y fue llevado a una clínica médica donde falleció 40 minutos después.

## Represalia por el asesinato de Piantoni
La noche del 20 de marzo de 1975 los integrantes de la CNU, cuya conducción en Mar del Plata tomó Demarchi, decidieron vengar la muerte de Piantoni, matando a cinco personas relacionadas con Montoneros, cometiendo la llamada Masacre del cinco por uno, aplicando la consigna dada por Juan Domingo Perón, en el llamado Discurso del cinco por uno del 31 de agosto de 1955, en el que declaraba finalizada la pacificación que había ofrecido a los golpistas antiperonistas cuando bombardearon Plaza de Mayo. Asaltaron el domicilio de Jorge Enrique Videla y mataron a Enrique "Pacho" Elizagaray, sobrino del dueño de casa y referente de la Juventud Universitaria Peronista (JUP) que por temor esa noche se había refugiado en la casa,  intentó defenderse con un arma;  secuestraron a Videla y sus dos hijos,  Guillermo que militaba en la Unión de Estudiantes Secundarios (UES) y Jorge que lo hacía en  la Juventud Universitaria Peronista JUP, y los tres fueron asesinados poco después. A continuación secuestraron al médico Bernardo Alberto Goldemberg y también lo asesinaron.

## Nuevos asesinatos y ataque a la sede de la CNU
El 25 de abril de 1975 los contadores Daniel Gasparri, militante de Montoneros, y Jorge Alberto Stoppani que lo hacía en la JUP fueron secuestrados y muertos. El 5 de mayo en la madrugada un comando de Montoneros hizo volar con explosivos la casa de Hipólito Yrigoyen 2030 de Mar del Plata donde funcionaba la sede de la CNU.
El 9 de mayo de 1975 la decana de la Facultad de Humanidades de la Universidad Católica de Mar del Plata María del Carmen Maggi fue secuestrada por un grupo de hombres sin identificar y asesinada a tiros; sus restos aparecieron el 23 de marzo de 1976 en una playa cerca de la laguna de Mar Chiquita.

## Investigación sobre los homicidios

### Primera causa judicial
Demarchi (fiscal federal desde 1974) debía investigar en la Fiscalía Federal a su cargo los homicidios cometidos por la asociación ilícita. En cada uno de los casos, las investigaciones fueron cerradas en tiempo récord y sin indicios de culpables.
La Cámara Federal de Mar del Plata sostuvo en el juicio por la verdad que la CNU actuaba «como un grupo de choque que irrumpía en las universidades con armas, cadenas y otros elementos contundentes. Su objetivo no era obtener representatividad sino desarticular el movimiento estudiantil que promovía la apertura de espacios democráticos y participativos en el ámbito universitario» y ordenó una nueva investigación.

### Juicio como delito de lesa humanidad
La calificación de las muertes de Enrique "Pacho" Elizagaray, Jorge Enrique Videla y sus hijos Guillermo y Jorge,  Bernardo Alberto Goldemberg, Daniel Gasparri, Jorge Alberto Stoppani y María del Carmen Maggi como delitos de lesa humanidad abrió la puerta a su juzgamiento y en 2008 se ordenó la detención de los imputados. Demarchi, que fue candidato a intendente por el Justicialismo en 1983, en noviembre de 2010 escapó a Colombia y pidió asilo alegando ser víctima de una red de narcotráfico internacional pero se le denegó y fue extraditado el 21 de septiembre de 2012.
Juan Pedro Piero Asaro presidió la Cámara de Libreros, fue uno de los organizadores de la Feria del Libro de Mar del Plata y adoptó como musulmán el nombre de Isá (Jesús en árabe). Cuando supo de su orden de detención escapó a una casa de campo para la comunidad musulmana al sur de la ciudad de Mendoza y después a una casa en San Isidro, donde fue detenido. Fernando Otero había sido expulsado en 1971 del Ejército por atacar templos judíos, se benefició con la amnistía para presos políticos dictada por Cámpora. Después de cumplir su condena por el asesinato del diputado sanjuanino Ramón Rojas regresó a Mar del Plata, estuvo involucrado en una extorsión que se habría hecho a familiares de desaparecidos y en noviembre de 2012, fue detenido en el barrio San José de Mar del Plata por los ocho crímenes cometidos por la CNU. Al tiempo de ser detenidos, Mario Durquet era docente y Raúl Moleon trabajaba como fotógrafo en editorial Perfil, ambos en Buenos Aires.
Raúl Viglizzo se entregó a mediados de enero de 2014, cansado de escapar. Después del golpe de marzo de 1976, Fernando Esteban Delgado, Eduardo Ullúa y Eduardo Cincotta integraron los grupos de tareas del Ejército en la subzona militar XV dependiente del GADA 601. Ullúa y Cincotta informaban sobre militantes de izquierda que luego serían secuestrados, torturados y desaparecidos y Delgado participó del secuestro del secretario de sindicato de Prensa Amílcar González, el 25 de marzo de 1976. Ullúa fue detenido por la Operación Langostino, un intento de traficar casi 600 kilos de cocaína frustrado en 1988. En la cárcel estudió Derecho, al salir se asoció  con Sergio Schoklender, su excompañero de celda. Cincotta estaba acusado por su actuación en el secuestro de un grupo de abogados laboralistas ocurrido entre junio y julio de 1977, conocido como La Noche de las Corbatas y murió de cáncer exactamente al año de estar preso, en tanto Delgado permanece prófugo.
El Tribunal Oral Federal de Mar del Plata, en el juicio oral iniciado en junio de 2015 dictó sentencia el 20 de diciembre de 2016 y estableció que los integrantes de la Concentración Nacional Universitaria conformaron una asociación ilícita bajo el amparo de organismos del Estado para imponer el terror y que estaba integrada por dos áreas: “los ideólogos” y "los operativos". Los ideólogos eran Gustavo Demarchi, Raúl Viglizzo, Eduardo Cincotta, Piero Asaro, José Luis Granel y Roberto Coronel. Los operativos eran Mario Durquet, Eduardo Ullúa, Fernando Delgado, Juan Carlos Gómez, Oscar Corres, Fernando Otero, José Luis Piatti y Carlos Flipper González.
La sentencia condenó a la pena de prisión perpetua a Gustavo Demarchi, Fernando Alberto Otero y Mario Ernesto Durquet por ser coautores de los homicidios de Enrique Elizagaray, Guillermo Enrique Videla, Jorge Enrique Videla, Jorge Lisandro Videla y Bernardo Goldemberg –cometidos en la denominada noche del 5×1-, la privación ilegítima de la libertad agravada por mediar violencia y el homicidio calificado de Maggi y pertenecer a una asociación ilícita, en el caso de los dos últimos imputados también fueron declarados culpables de los homicidios de Jorge Stoppani y Daniel Gasparri. José Luis Granel fue condenado a siete años de prisión por ser coautor del delito de asociación ilícita, Juan Pedro Asaro recibió una pena a cinco años por el delito de asociación ilícita y fue absuelto respecto al homicidio de María del Carmen Maggi; Juan Carlos Asaro y Roberto Justel fueron condenados por el delito de asociación ilícita a tres años de prisión en suspenso, Raúl Viglizzo y Raúl Rogelio Moleón fueron absueltos y se declaró extinguida la acción penal en relación con Roberto Coronel y Marcelo Arenaza, que fallecieron antes de la sentencia. Tres involucrados permanecieron fuera del juicio: José Luis Piatti y Josué José Catuogno ya habían muerto y Patricio Fernández Riveros padecía una afección psiquiátrica que le impedía enfrentar un juicio.
En enero de 2013 fueron detenidas en España otras dos personas implicadas en estos hechos, el albañil  Daniel Alejandro Ullúa y Beatriz María Arenaza, que ya había sido condenada y poco después amnistiada por su implicación en el asesinato de Silvia Filler, pero se rechazó un pedido de extradición y fueron liberados por considerar que no hay una imputación por delitos de lesa humanidad, ya que estaban acusados de pertenecer a una asociación ilícita, y por lo tanto prescribió la acusación.